# Детинко, Владимир Никитич
Владимир Никитич Детинко (30 октября 1924, Боровлянка, Троицкий район, Алтайский край — 4 декабря 2004, Томск) — советский учёный-физик, профессор кафедры радиоэлектроники Томского государственного университета, участник Великой Отечественной войны, заслуженный деятель науки и техники РСФСР.

## Биография
Родился в семье столяра, в 1942 году окончил среднюю школу в Бийске и какое-то время работал в железнодорожном депо станции Бийск.
В 1943 году был призван в Красную армию, получил направление на учёбу в военное училище, но через некоторое время был признан негодным к военной службе по состоянию здоровья (плохое зрение).
Однако, в декабре 1943 года он окончил курсы радистов в Новосибирске и поступил на службу радистом в один из кавалерийских полков. Во время Великой Отечественной войны принимал участие в рейдовых действиях советской кавалерии по тылам немецких войск.
В октябре 1945 года был демобилизован из рядов Красной армии и поступил на физический факультет Томского университета, обучение на котором было окончено в 1951 году.
В 1954 году он начинает преподавание в Томском университете и защищает кандидатскую диссертацию, а в 1965 году — докторскую. В 1955 году становится доцентом кафедры электромагнитных колебаний, в 1957 году — заведующим лабораторией электроники, в 1965 году — занимает пост профессора кафедры теоретических основ радиотехники, с 1973 по 1990 годы выполняет обязанности заведующего отделом электроники. До 1995 года работал главным научным сотрудником Сибирского физико-технического института, с 1995 по 2004 годы занимал должность профессора-консультанта кафедры радиоэлектроники радиофизического факультета Томского университета. По совместительству вёл преподавание в Томском политехническом институте.

## Научные интересы
Владимир Детинко занимался исследованием в области электроники сверхвысоких частот и электромагнитных процессов в нелинейных электрических цепях. Им были начаты исследования возможностей нового класса полупроводниковой усилительной техники, создан целый ряд устройств, нашедших применение для налаживания телерадиовещания в удалённых регионах Сибири и в радиоастрономии. Помимо этого, к числу его творений относится промышленный детектор дефектов при выпуске электродвигателей.
Им было подготовлено 2 доктора наук и 21 кандидат, он является автором более 130 публикаций, состоял членом научно-технического совета по радиотехнике и электронике МВиССО РСФСР, с 1969 по 2004 год являлся главным редактором журнала «Известия вузов. Физика».

## Награды, звания и регалии
Владимир Детинко был неоднократно удостоен ведомственных, государственных и иных наград:
- Медаль «За боевые заслуги» (дважды, 1944),
- Медаль «За отвагу» (1945),
- Медаль «За победу над Германией в Великой Отечественной войне 1941—1945 гг.» (1945),
- Медаль «За взятие Кенигсберга» (1945),
- Орден Трудового Красного Знамени (1971),
- Орден Отечественной войны II степени (1985),
- Почетный знак Министерства высшего и среднего специального образования СССР «За отличные успехи в работе»,
- Заслуженный деятель науки и техники РСФСР (1990),
- Медаль «За заслуги перед Томским государственным университетом» (1998),
- Почетный работник высшего профессионального образования РФ (1997),
- Серебряная медаль «В благодарность за вклад в развитие ТГУ» (2003),
- Заслуженный ветеран труда Томского государственного университета,
- Заслуженный профессор Томского государственного университета (2004).